# Quan phòng Quốc trưởng

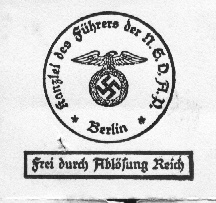
Huy hiệu của Quan phòng

Quan phòng Quốc trưởng, tên chính thức là Kanzlei des Führers der NSDAP ("Quan phòng của Führer của Đảng Quốc xã"; lược xưng KdF)
là một cơ quan của Đảng Công nhân Đức Quốc gia Xã hội Chủ nghĩa (Đảng Quốc xã). Nó trực thuộc Adolf Hitler , lãnh đạo của Đảng Quốc xã , chủ yếu quản lý các đơn xin ân xá gửi đến Hitler, và sau đó trở thành cơ quan phụ trách Aktion T4.